# Stufles
Stufles (Stufels) è il rione più antico della città di Bressanone, in Alto Adige. 

## Geografia

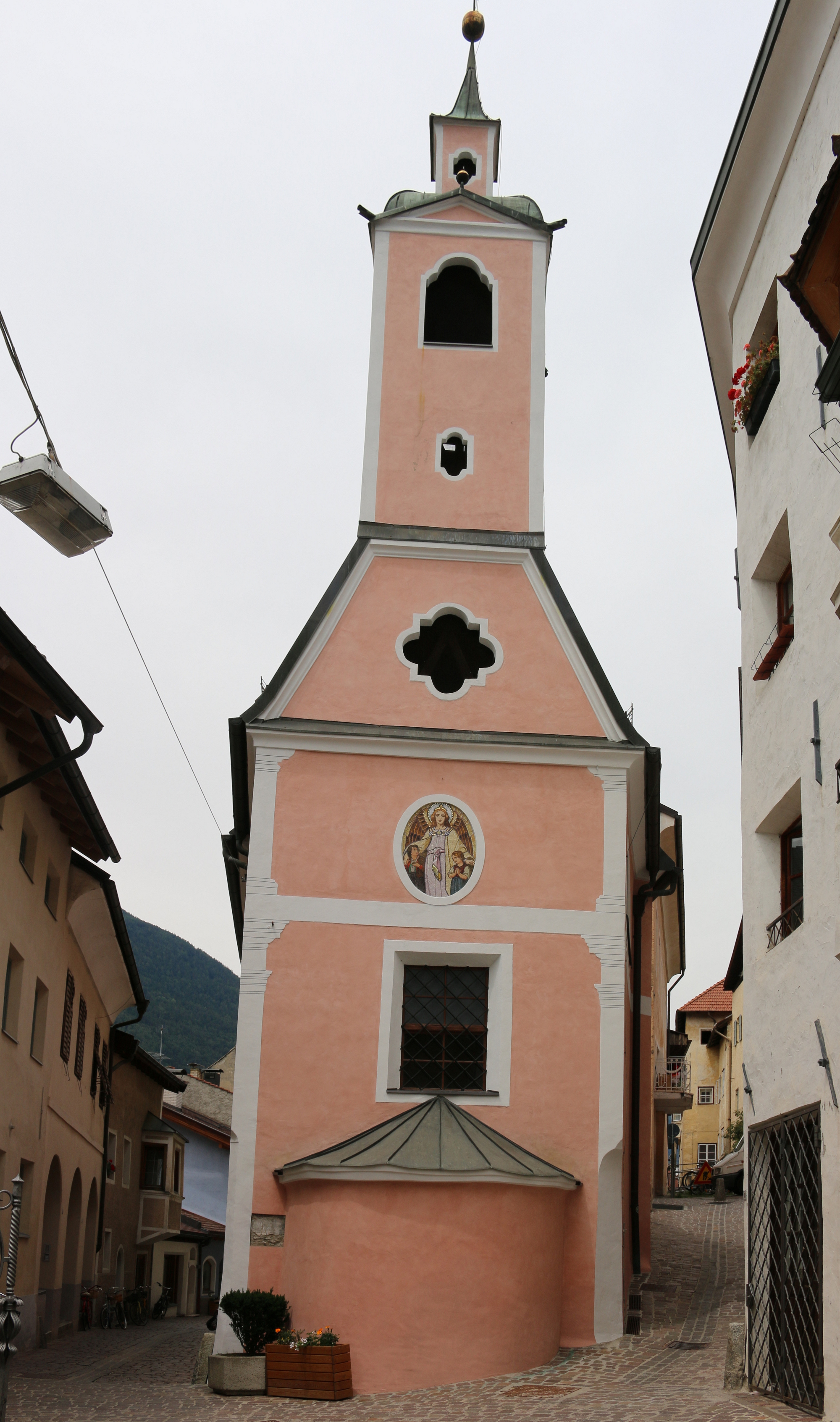
La chiesa dei Santi Angeli Custodi

Si trova a est della città alle pendici di Costa d'Elvas ed è collegato al centro storico tramite il ponte Aquila. Stufles si trova a nordest del centro della città all'incrocio tra i fiumi Isarco e Rienza.
Caratteristica di Stufles sono le piccole vie strette che superano vari dislivelli. Il rione, così come il centro storico, si trova in un'area pedonale.

## Storia
La storia di Stufles viene ricondotta alla sua prima menzione nel 901. Durante i secoli fu uno dei primi insediamenti per attraversare le Alpi grazie alla vicinanza con il passo del Brennero. Inoltre Stufles ricade su una delle diramazioni della Via Claudia Augusta, ovvero una delle principali strade dell'Impero Romano. Gli scavi mostrano che i secoli resti romani che probabilmente provano l'esistenza di una stazione di transito a Stufles. Il nome della città romana non è finora noto. Molti ritrovamenti di monete e ossa confermano Stufles come un importante e antico insediamento tardo-medievale.
La località fu investita da un incendio che oggi ha permesso il ritrovamento di numerosi pesi da telaio e molte travi carbonizzate. In un semiinterrato, sotto lo strato dell'incendio, si è trovata una sepoltura dove giacevano due individui inumati posti in posizione prona, uno dei quali con i piedi in prossimità della testa dell'altro. Uno dei due aveva le mani legate dietro alla schiena.

## Monumenti
Presso Stufles si trova la chiesa dei Santi Angeli Custodi, consacrata nel 1712.